# Hazami Barmada
Hazami Barmada (em árabe: حزامي برمدا) (nascida em 1984) é uma activista e empresária sírio-americana. Ela lançou o Global People's Summit durante a Assembleia Geral da ONU (UNGA), e é a fundadora e CEO da Humanity Lab Foundation. Ela tem um mestrado em Administração Pública pela Universidade de Harvard e outro mestrado em políticas públicas e sociais pela Universidade de Georgetown.